# Волчий зал: Зеркало и свет
«Волчий зал: Зеркало и свет» (англ. Wolf Hall: The Mirror and the Light) — британский исторический мини-сериал. Продолжение сериала 2015 года «Волчий зал». Экранизация романа Хилари Мантел «Зеркало и свет», заключительного романа трилогии. Питер Космински вновь стал режиссёром, Марк Райлэнс вернулся к роли Томаса Кромвеля.

## Сюжет
Действие сериала начинается с того, что Томас Кромвель приобретает всё больше влияния при дворе Тюдоров после казни в 1536 году второй жены Генриха VIII Анны Болейн, монарх собирается жениться на своей третьей жене Джейн Сеймур.

## В ролях
- Марк Райлэнс — Томас Кромвель
- Дэмиан Льюис — Генрих VIII
- Лилит Лессер — принцесса Мария
- Джонатан Прайс — кардинал Уолси
- Томас Броди-Сангстер — Рэйф Сэдлер
- Тимоти Сполл — герцог Норфолк
- Гарриет Уолтер — леди Маргарет Поул
- Карим Каджар — Эсташ Шапюи
- Чарли Роу — Грегори Кромвель
- Лидия Леонард — Джейн Рочфорд
- Гарри Меллинг — Томас Ризли
- Кейт Филлипс — Джейн Сеймур
- Ричард Диллэйн — герцог Саффолк
- Джосс Портер — Ричард Кромвель
- Уилл Кин — Томас Кранмер
- Уилл Тюдор — Эдвард Сеймур

## Производство
В марте 2022 года Марк Райлэнс подтвердил, что второй сезон находится в разработке и готов сценарий для шести эпизодов, а Питер Космински снова станет режиссёром сериала. Хилари Мантел выступала в качестве консультанта по адаптации сценария на момент своей смерти в сентябре 2022 года. Комински, который тесно сотрудничал с Мантел над первым сериалом и получил части оригинального текста, когда Мантел писала третью часть своей исторической трилогии, вышедшей в 2020 году, сказал, что сериал будет продолжаться как «дань памяти» автору. Питер Страуган стал автором сценария сериала, как и в первом сезоне. [4] В ноябре 2023 года стало известно, что компании Masterpiece PBS и BBC собираются начать производство сериала. В актёрский состав вошли: Марк Райлэнс в роли Томаса Кромвеля, Дамиан Льюис также повторит роль короля Генриха VIII, а Джонатан Прайс — кардинала Уолси. Кейт Филлипс вновь исполнит роль третьей жены Генриха VIII Джейн Сеймур, а Лилит Лессер — роль принцессы Марии.
В следующем месяце к актёрскому Тимоти Сполл, Харриет Уолтер, Гарри Меллинг, Уилл Тюдор, Уилл Кин, Виола Преттеджон.
Съёмки начались в конце 2023 года. В феврале 2024 года съёмках прошли в замке Беркли. В следующем месяце съёмки проходили в соборе Уэллса.
Премьера сериала в Великобритании была запланирована на телеканалах BBC One и BBC iPlayer в конце 2024 или начале 2025 года и состоялась 10 ноября 2024 года.